# Dan Brändström

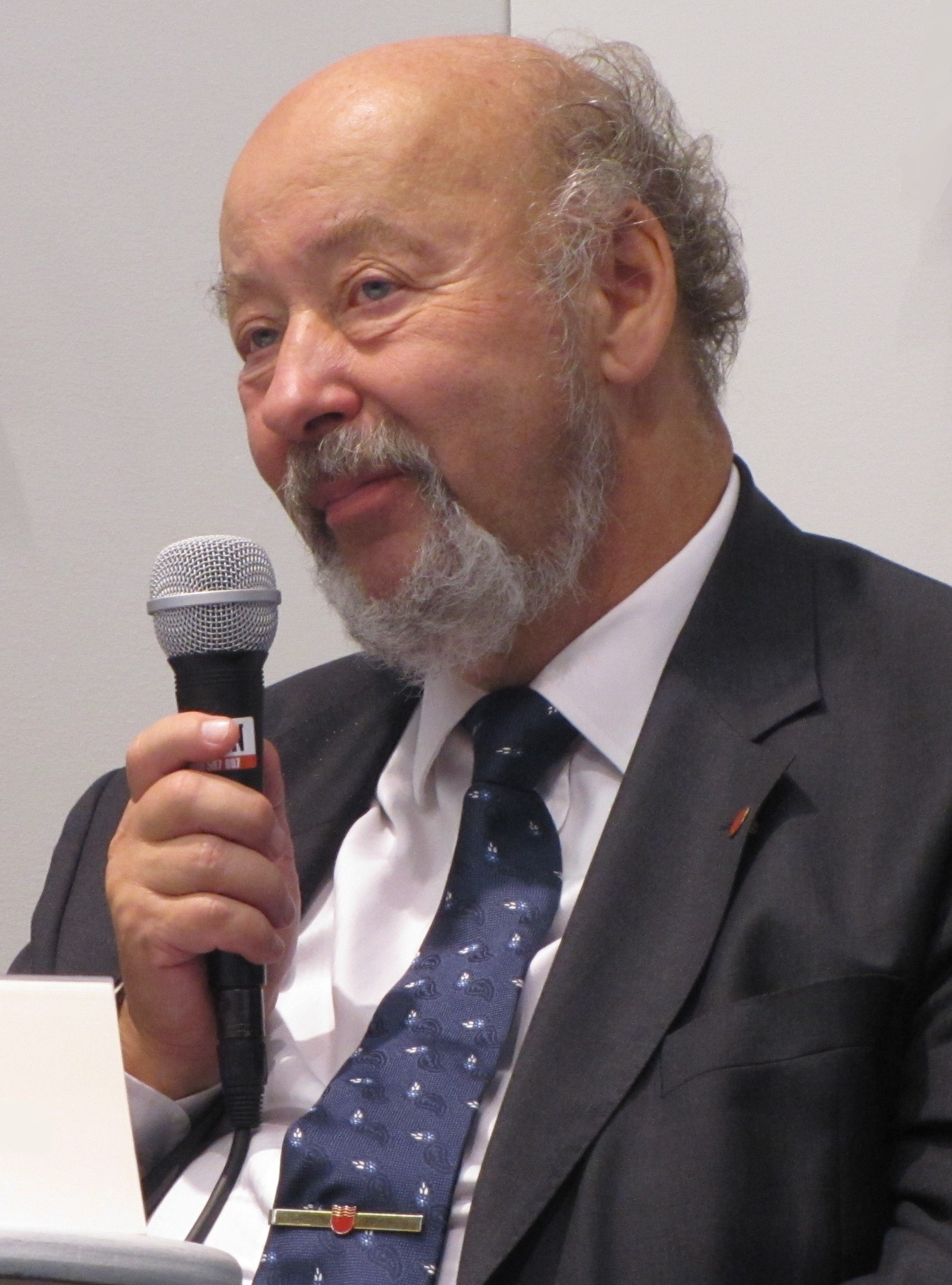
Dan Brändström 2010

Dan Brändström, född 29 juni 1941 i Ekträsk, är en svensk statsvetare, utredare och direktör.
Brändström bedrev statsvetenskapliga studier i Uppsala och Umeå innan han 1972 disputerade vid Umeå universitet, på en avhandling om nomineringsförfarandet vid riksdagsval. 
Han var därefter verksam som universitetslektor, studierektor, prefekt och åren 1975–1977 rektor vid Socialhögskolan i Umeå, samt åren 1977–1982 kanslichef vid Regionstyrelsen i Umeå högskoleregion. Han blev docent 1982 och arbetade sedan åren 1982–1992 som universitetsdirektör vid Umeå universitet. 
Brändström var 1993–2006 verkställande direktör för Riksbankens jubileumsfond. Han har efter 2007 (och även tidigare) varit verksam som forskningspolitisk utredare åt regeringen. Han blev år 2000 ordförande i Folkuniversitetets förbundsstyrelse och 2010 ordförande i Linnéuniversitetets styrelse.
Brändström invaldes 1996 som ledamot av Ingenjörsvetenskapsakademien, 1999 som ledamot av Vetenskapsakademien, 2005 som hedersledamot av Vitterhetsakademien och 2011 som ledamot i styrelsen för Silvermuseet.
Bränström tilldelades Hans Majestät Konungens medalj i 12:e storleken med Serafimerordens band 2000. Han erhöll 2001 professors namn.
Bränström personarkiv förvaltas av Arkiv och specialsamlingar vid Umeå universitetsbibliotek.